# Conferência de Mulheres nas Artes Visuais
A Conferência de Mulheres nas Artes Visuais foi um evento realizado de 20 de abril de 1972 a 22 de abril de 1972 na Corcoran Gallery of Art em Washington DC. A conferência foi organizada por Cynthia Bickley, Mary Beth Edelson, Barbara Frank, Enid Sanford, Susan Sollins, Josephine Withers e Yvonne Wulff. O ímpeto de criação desta  conferência foi a indignação por conta da falta de mulheres representadas na Bienal de Corcoran no ano anterior, 1971. A conferência de três dias consistiu em palestras e painéis de mulheres artistas e historiadoras da arte e contou com a presença de mais de 300 mulheres artistas, historiadoras de arte, críticas e curadoras de museus.
Palestrantes e participantes notáveis incluíram Liza Bear, Adelyn Dohme Breeskin, Judy Chicago, Elaine de Kooning, Helen Frankenthaler, Alice Neel, Cindy Nemser, Linda Nochlin, MC Richards, Enid Sanford, Miriam Schapiro e June Wayne.
A Conferência foi uma das primeiras a focar no tema sobre o lugar da mulher nas artes visuais, com um discurso de incentivo, participação e conscientização.